# Bark Psychosis
I Bark Psychosis sono un gruppo post-rock inglese formatosi nel 1986 nella zona di Londra orientale. Sono stati uno tra i primi gruppi il cui stile musicale è stato etichettato come "post-rock" dal critico musicale Simon Reynolds, in un articolo del marzo 1994 pubblicato su Mojo.

## Storia
Nella sua forma originale, il gruppo, nato come quartetto, ruota attorno alla figura di Graham Sutton a cui si aggiungono Daniel Gish, John Ling e Mark Simnett. Questa line-up ha registrato, oltre alla maggior parte dei primi EP della band (poi raccolti nella compilation Independency), l'album d'esordio Hex (1994), considerato uno dei lavori più innovativi, complessi e indefinibili tra quelli usciti in quel periodo nell'ambito del rock inglese.
Nel 2004, a dieci anni di distanza da Hex, esce il secondo album dei Bark Psychosis, ///Codename: Dustsucker, con Graham Sutton unico superstite della formazione originale, affiancato da numerosi musicisti ospiti, fra cui spicca il nome di Lee Harris, batterista dei Talk Talk.

## Formazione
Attuale
- Graham Sutton – voce, campionatore, chitarra, pianoforte, melodica, organo Hammond, basso, sintetizzatore (1986-1994, 2004-presente)

Ex componenti
- John Ling – basso, campionatore, percussioni (1986-1993)
- Mark Simnett – batteria, percussioni (1988-1994)
- Rashied Garrison – chitarra (1988)
- Sue Page – voce addizionale (1989-1990)
- Daniel Gish – tastiera, pianoforte, organo Hammond (1991-1994)

Turnisti
- Neil Aldridge – percussioni
- Pete Beresford – vibrafono
- Colin Bradley – chitarra
- Phil Brown – flauto
- Anja Buechele – voce
- Del Crabtree – tromba
- Rachel Dreyer – pianoforte, voce, flauto
- Duke String Quartet – strumenti ad arco
- Lee Harris – batteria
- Shaun Hyder – danburo sindhi
- Alice Kemp – chitarra
- T.J. Mackenzie – tromba
- David Panos – basso
- Dave Ross – percussioni

## Discografia

### Album in studio
- 1994 – Hex
- 2004 – Codename: Dustsucker

### Raccolte
- 1994 – Independency
- 1997 – Game Over
- 2004 – Replay

### EP
- 1994 – Blue EP
- 2005 – 400 Winters EP

### Singoli
- 1988 – Clawhammer
- 1989 – All Different Things
- 1990 – Nothing Feels
- 1991 – Manman
- 1992 – Scum
- 1993 – Hexcerpts
- 1994 – A Street Scene
- 2004 – The Black Meat